# Peter Baumgärtner
Peter Baumgärtner (* 11. Februar 1958 in St. Georgen im Schwarzwald) ist ein deutscher Jazzmusiker (Schlagzeug).

## Leben und Wirken
Baumgärtner lernte während seiner Ausbildung zum Industriekaufmann im Jazzclub Villingen Live-Jazz kennen. Als Lehrling bei der Firma Dual gehörte er zu Edes Blues Gang und anderen lokalen Bands. Als 19-Jähriger nahm er mit Litfass seine erste Platte auf. Dann studierte er an der Swiss Jazz School bei Billy Brooks. Im Düsseldorfer Kom(m)ödchen war er drei Jahre lang Ensemblemitglied und begleitete als Musiker Lore Lorentz, Thomas Freitag, Harald Schmidt  und Michael Quast.
Baumgärtner gründete seine Jazzfriends mit Cécile Verny, Lothar van Staa, Steffen Kamper und Michael Kleinjohann (Album 1996); mit ihnen entstand auch Musik für den Film 14 Tage lebenslänglich von Kai Wiesinger. Gemeinsam mit Pianist Dieter Greifenberg und Paul G. Ulrich bildete er das G.U.B. Trio, das auch mit Lydia van Dam auftrat. In seinem Quartett Emotions wirkten Matthias Nadolny, Jörg Siebenhaar und Konstantin Wienstroer; für Jazzsick entstand 2009 das Album Looked For. Er gehörte zu den Sultans of Swing (Undecided) und zu Manfred Billmanns Billmen. 2002/2003 war er außerdem Leiter der Euroga Jazzband. Mit Bernie Senensky und  Stefan Bauer entstand das Album Organic Earfood (Jazzsick 2022).
Weiter arbeitete Baumgärtnerer mit Silvia Droste, Jack van Poll, John Goldsby, Klaus Osterloh, Martin Wind, John Marshall, Peter Weniger, Fay Victor, Joachim Schönecker, Martin Sasse, Henning Gailing, Greetje Kauffeld, Rolf Römer, Brenda Boykin und Gerd Dudek zusammen. Er ist auch auf Alben von Norbert Gottschalk, ITS Jazzband, Axel Fischbacher und Accordion Affairs zu hören. Außerdem war er Schlagzeuger der Europaproduktion des Musicals Hair, begleitete Varietékünstler im Frankfurter Tigerpalast und war als Theatermusiker am vormaligen Schillertheater NRW und am Düsseldorfer Schauspielhaus aktiv.
Baumgärtner fungiert als Vorsitzender des Vereins Jazz in Düsseldorf und wirkte in der Jazz-Schmiede auch als Programmgestalter. Er gründete die Hildener Jazztage und ist auch für deren künstlerische Leitung verantwortlich.